# Beefeater (ginebra)
Beefeater es una marca de ginebra fabricada por James Burrough Ltd, con sede en Londres, Inglaterra, siendo distribuida a nivel mundial por la compañía Pernod Ricard, que la considera como una de sus marcas estratégicas. Beefeater es exportada a más de 100 países, con ventas anuales de 21,6 millones de litros. Es así mismo, la ginebra número uno en España, y la número tres en Estados Unidos.
La Ginebra Beefeater es fabricada usando alcohol neutro de grano, en el cual son macerados durante 24 horas los ingredientes vegetales que le dan su sabor y aroma. (Bayas de enebro, junto a cáscara de naranja amarga y limón, almendras, raíz de lirio, semillas de cilantro, raíz y semillas de Angélica y regaliz). Después de este proceso la mezcla es destilada durante 7 horas, conservándose solo el producto intermedio de la misma, conocido como el corazón. La producción de toda la semana es mezclada bajo la supervisión del maestro destilador para garantizar un producto uniforme de sabor consistente. Se procede entonces a añadir agua ablandada para rebajar su graduación alcohólica, para ser finalmente embotellada. Dependiendo del país al cual se destine, la graduación alcohólica de la ginebra Beefeater es de 40% para el Reino Unido, o 47% para el resto del mundo.

## Variantes
- Beefeater 24. Es la versión super premium de Beefeater. Creada por el maestro destilador Desmond Payne, usa, además de los ingredientes botánicos usuales, té verde chino, té japonés sencha, y cáscara de pomelo. Sus productores aseguran que esta mezcla le da a la ginebra Beefeater 24 un sabor más fresco, suave y cítrico que la ginebra Beefeater tradicional.
- Beefeater London Market. Esta variante parte de la idea de usar en la mezcla ingredientes que estaban disponibles en los mercados de Londres en la época que James Borrough inició su compañía. Para prepararla se añade a los ingredientes tradicionales granada, cardamomo y hojas de lima Kaffir.
- Beefeater Summer Edition. Lanzada en el verano de 2010, esta ginebra incorpora en sus ingredientes el sauco, la grosella negra y el hibisco.
- Beefeater Winter Edition. En la preparación de esta ginebra, complementaria de la Summer Edition, se usan canela, nuez moscada y agujas de pino.

## Distinciones
Beefeater ha tenido un buen desempeño en los concursos internacionales de licores, consiguiendo un doble oro, un oro, una plata y dos bronces en el San Francisco World Spirits Competition entre el 2006 y el 2010. Ha recibido además un puntaje de  93 en la reseña del Beverage Testing Institute, clasificándolo como “excepcional”. La ginebra super-premium Beefeater 24 a su vez ha sido galardonada por el San Francisco World Spirits Competition con una medalla de bronce en 2009 y un doble oro en el 2010.